# Municipio de Comapa
El municipio de Comapa es un municipio del estado de Veracruz, México. Su cabecera es la localidad de Comapa. De Comapa es originario el chile comapeño.

## Datos básicos
- La cabecera municipal es Comapa y las localidades más importantes son Boca del Monte, San Felipe de Jesús y El Coyol.
- Su extensión territorial es de 319,97 km².

## Localización
El municipio se encuentra localizado entre las coordenadas 19°08′20″ de latitud norte y 96°42′49″ de longitud este. Su altitud promedio sobre el nivel del mar es de 1.120 metros.

## Límites políticos
- Norte: Totutla, Tlacotepec de Mejía y Puente Nacional
- Sur: Zentla y Camarón de Tejeda
- Este: Soledad de Doblado
- Oeste: Sochiapa, Huatusco y Zentla

## Indicadores demográficos
- Población total en 2000: 17 094
- Lugar estatal: 106.º
- Participación de la población del estado: 0.24742 %
- Densidad 2000: 53.424 habitantes por kilómetro cuadrado
- Localidades rurales en 2000: 71
- Localidades urbanas en 2000: 1
- Población urbana en 2000: 4340
- Población rural en 2000: 12 754
- Población indígena en 2000: 21

## Historia
El Municipio de Comapa estuvo poblado desde la época prehispánica y hasta la fecha se conservan vestigios de distintos asentamientos, mismos que se encontraban diseminados en terrenos escarpados y a considerable distancia unos de otros, como era característico entre las culturas indígenas. En donde actualmente se ubica el poblado de Comapa hubo un pequeño pueblo fortaleza de la cultura totonaca construido alrededor de 1155 como defensa contra el militarismo. 
Tras la conquista, la Corona española tomó la decisión de concentrar a los distintos grupos indígenas diseminados a lo largo del territorio para facilitar la administración y los esfuerzos de evangelización. Para ello, durante la segunda mitad del siglo XVI y la primera mitad del siglo XVII construyeron pueblos en las planicies o mesetas cercanas a los viejos asentamientos y obligaron a los pobladores de la zona a mudarse. Este fue el caso del pueblo de Comapa, a donde fueron trasladadas todas las familias indígenas de la zona. Como parte de los esfuerzos de congregación, se construyó una iglesia en el pueblo dedicada a Santa María Magdalena (aunque la iglesia actual es una reconstrucción del siglo XIX) y se le dio al pueblo un fundo legal de 600 varas a los cuatro vientos medidas desde la pared de la Iglesia, tierras comunales destinadas a que los habitantes pudieran vivir y producir ganancias suficientes para pagar sus tributos. 
Con la reubicación de toda la población indígena al pueblo de Comapa, las demás tierras de lo que después sería el Municipio de Comapa quedaron libres para ser concedidas a inmigrantes españoles a través de mercedes reales, dando lugar a la formación de grandes estancias y haciendas. Hacia el siglo XVIII una gran parte del Municipio formaba parte de la Hacienda de San José Acazónica, perteneciente a la Compañía de Jesús. Tras la expulsión de los jesuitas en 1767, sus propiedades fueron fraccionadas y vendidas, y para el siglo XIX se formaron en el territorio de Comapa cuatro grandes propiedades: la Hacienda de Boca del Monte, la Hacienda de El Coyol, el rancho de San Felipe (que anteriormente era parte de Boca del Monte) y el rancho de Sonora; juntas abarcaban casi la totalidad del Municipio (solo excluyendo el fundo legal del pueblo de Comapa). 
Dos de esas propiedades, Boca del Monte y Sonora, pertenecieron a dos hermanos: Rafael e Isidro Jácome, respectivamente. Ello significaba que una sola familia tuviera en sus manos más de 15,000 hectáreas de tierras y más de la mitad de la superficie total del Municipio. Junto con las otras dos familias de terratenientes - los Lagunes y Muñiz de El Coyol, y los Rodríguez de San Felipe - formaron una élite estrechamente vinculada entre sí por negocios y por enlaces matrimoniales, con una gran relevancia en la vida política y social de la región y del estado de Veracruz.  

### Hacienda de Boca del Monte
La Hacienda de Boca del Monte se menciona en documentos desde principios del siglo XIX. Uno de sus propietarios fue Francisco de Arrillaga, empresario español residente en el puerto de Veracruz, quien también era dueño de la Hacienda de San José Acazónica, en el Municipio de Paso de Ovejas. 
La Hacienda fue vendida en 1844 por los hijos de Francisco de Arrillaga a Antonio López de Santa Anna, once veces presidente de México. A partir de entonces, se volvió una de sus cuatro principales propiedades, junto con las haciendas de Manga de Clavo, El Lencero (originalmente Nuestra Señora de Aranzazú) y Paso de Varas. Una década más tarde, el presidente López de Santa Anna vendió la Hacienda de Boca del Monte, el 21 de agosto de 1855, a don Ignacio Esteva (1816-1891), un político y empresario originario de Veracruz, que ocupó el cargo de ministro de Hacienda del 17 de febrero al 28 de marzo de 1851 durante el gobierno del Presidente Mariano Arista y más tarde fue administrador de la aduana marítima de Veracruz y consejero del Emperador Maximiliano de Habsburgo durante el Segundo Imperio Mexicano.
Esteva conservó la propiedad durante más de tres décadas y ya hacia el final de su vida la vendió, el 19 de marzo de 1889, ante el Notario Aurelio Castellanos, a don Rafael Jácome (1821-1893) y a doña Antonina Jácome de Jácome (1828- 1913) en $30,000 en plata. Los Jácome pertenecían a una familia originaria de Francia que llevaba un par de generaciones viviendo en México, con propiedades agrícolas y ganaderas en la región de Xalapa y Actopan. Rafael y Antonina contrajeron matrimonio en Actopan el 9 de julio de 1843.  
Cuando la familia Jácome compró la Hacienda de Boca del Monte, el casco no tenía más que una relativamente sencilla casa de madera de dos pisos sobre una colina, además de las pequeñas casas de los campesinos. Hasta entonces, había sido administrada por capataces y apoderados, pero sus dueños no habían residido de manera permanente en la propiedad. Los Jácome de inmediato iniciaron los trabajos de reorganización de la Hacienda y construyeron una casa grande y elegante de mampostería y teja en donde había estado la de madera. 
Rafael Jácome y su esposa tuvieron diez hijos:  
1. Pablo, quien se casó en 1868 con María de Jesús Jácome Amaya.
2. Antonio, quien murió soltero a los 31 años de edad.
3. José, quien se casó en 1894 con Vicenta García Torales.
4. Zeferino, quien se casó en 1880 con Micaela Meza Montero.
5. Pedro, quien tuvo descendencia con Brígida Rodríguez.
6. José María, quien se casó en 1894 con Encarnación Avendaño González.
7. Manuel, quien se casó con Guadalupe Hernández Aragón.
8. Albino, quien se casó en 1906 con Luciana Jácome.
9. Manuela, quien se casó con Andrés González Alvarado.
10. Rita, quien se casó con Santos González Hernández.

Seis de los hijos construyeron sus residencias junto a la de sus padres en la colina, por lo que para la primera década del siglo XX ya había siete grandes casas en el casco formando una herradura. Los hijos que nunca construyeron casas fueron Antonio, Manuela, Pedro y Albino (quien se quedó con la casa de sus padres). Esto le dio a la Hacienda de Boca del Monte un estilo muy particular, pues en lugar de tener una sola casa grande como en la mayoría de haciendas, se formó una herradura con las siete casas de los herederos de don Rafael Jácome. Varias de las casas fueron decoradas con pisos de mosaico francés, lámparas de cadena traídas de Europa, pinturas al fresco realizadas por pintores destacados de la época, entre otros elementos artísticos.   

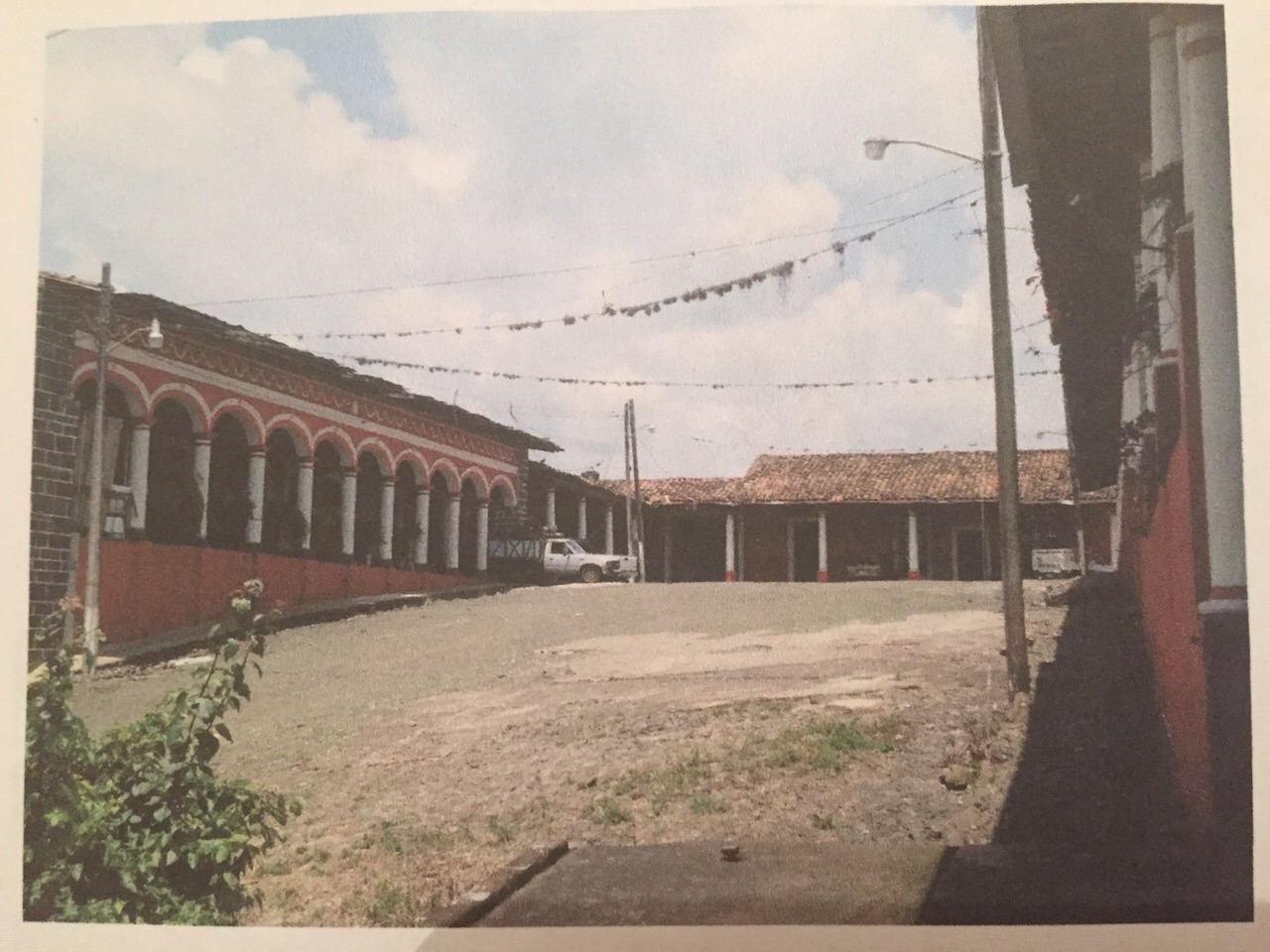
Casco de la Hacienda de Boca del Monte, propiedad de la familia Jácome

Rafael Jácome murió el 13 de julio de 1893 y fue enterrado en la ladera detrás de las casas. Sus hijos se repartieron la Hacienda, quedándose cada uno con una superficie de 1046 hectáreas, 96 áreas y 86 centiáreas, salvo por Pablo, el hijo mayor, que recibió 1108 hectáreas, 14 áreas y 06 centiáreas. Su viuda, Antonina Jácome, le sobrevivió veinte años y finalmente falleció el 15 de julio de 1913.   
La Hacienda de Boca del Monte estuvo dedicada al cultivo de café y caña de azúcar, así como a la cría de ganado vacuno y caballos finos. Por su extensión y lo exuberante de sus tierras, fue una de las principales de la región. Se consolidó como un importante punto de intercambio comercial y cada domingo, en la explanada del casco frente a las casas de la familia Jácome, se instalaba un pintoresco mercado tradicional con productos traídos de pueblos cercanos y lejanos por campesinos y comerciantes.    
Con el paso de los años y la muerte de los hermanos Jácome, la propiedad empezó a fraccionarse y fue severamente afectada para la creación de ejidos alrededor del Municipio de Comapa y los Municipios colindantes, principalmente porque dentro de la hacienda quedaban comprendidos diversos poblados y rancherías que formaron Comités Ejidales y solicitaron al gobierno la dotación de tierras tomadas de la hacienda.
Las casas del casco de la Hacienda se han conservado y constituyen, además de un atractivo turístico, edificaciones históricas de gran valor para el patrimonio cultural del estado de Veracruz, al ser uno de los cascos de Hacienda más impresionantes y mejor conservados de la zona. 

### Hacienda de El Coyol
Los terrenos de la Hacienda de El Coyol formaron parte de la antigua Hacienda de San José Acazónica hasta las primeras décadas del siglo XIX. La Hacienda de San José Acazónica, cuyo casco se ubicaba en el actual Municipio de Paso de Ovejas, fue propiedad de la Compañía de Jesús y, tras la expulsión de los jesuitas de España y sus territorios en 1767, fue administrada por la Caja de Temporalidades y finalmente rematada por fracciones a distintos compradores. Uno de esos compradores fue Francisco de Arrillaga, comerciante español nacido en Vizcaya que fungió como ministro de Hacienda del 2 de mayo de 1823 al 8 de agosto de 1824, y quien adquirió una parte importante de la propiedad en 1808.  
En 1838, Francisco de Arrillaga vendió una fracción de dos y medio sitios de ganado mayor (4,387.5 hectáreas aproximadamente) de la antigua Hacienda de Acazónica a don Hilario Lagunes, quien junto con su esposa María Rita Sosa, fundó la hacienda y el pueblo de El Coyol, que se volvería el casco de su nueva propiedad.  
Los orígenes de don Hilario Lagunes están envueltos en misterio. Solo se sabe que en 1808 contrajo matrimonio con María Rita Sosa, miembro de una destacada familia de ganaderos de la región de Actopan. Su posición económica parece haber sido muy acomodada y para la década de 1830 iniciaron una serie de compras de tierras en el centro del estado de Veracruz que habría de posicionaros a ellos y a sus herederos como la familia de terratenientes más importante de la región, acumulando múltiples y muy extensas haciendas (algunas de las cuales incluían grandes porciones de lo que habían sido las haciendas de Paso de Varas y Manga de Clavo, pertenecientes al presidente Antonio López de Santa Anna).  
Tras establecerse en El Coyol, el matrimonio Lagunes Sosa se dedicó de manera exitosa a la ganadería y a la agricultura y enviaban sus productos, como el queso, a vender al puerto de Veracruz en caravanas de burros o mulas. Tuvieron siete hijos: 
1. José María, quien fundó el pueblo de Angostillo y fue dueño de la Hacienda con el mismo nombre, ubicada en el Municipio de Paso de Ovejas. Se casó con Martha Ortiz, originaria de Puerta de Mata Anona.
2. Miguel, quien heredó la mitad de los terrenos del Coyol y se quedó a vivir ahí. Su esposa fue María Juliana Sosa.
3. Rafael, quien fue el dueño de la Hacienda de Mata Cazuela, cuyo casco está ubicado en el Municipio de Soledad de Doblado. Contrajo matrimonio con María Francisca Lagunes.
4. Francisco, quien fue dueño de las tierras de El Crucero, en el Municipio de Puente Nacional. Su esposa fue María Rita Acosta.
5. Manuel, quien fue dueño de los terrenos de "Paso de Los Carros", en el Municipio de Cotaxtla.
6. Ana, quien heredó la otra mitad de los terrenos de El Coyol. Se casó con Manuel Muñiz, descendiente de la noble familia portuguesa Moniz de Camara, y vivieron en El Coyol. Ana fue enterrada en el interior de la Iglesia de El Coyol.
7. José Antonio, quien fue dueño de la Hacienda de Piedras Negras, en el Municipio de Tlalixcoyan. Contrajo matrimonio con María del Carmen Muñiz (hermana de Manuel Muñiz, el esposo de Ana).

Con su casco de amplias casas de teja, caracterizadas por sus techos altos, pacíficos corredores y tradicionales hornos de pan, su iglesia antigua y su empedrado bajo la sombra de los árboles centenarios y las palmas que le dieron el nombre, El Coyol pasaría a la historia y al imaginario colectivo como el idílico pueblo de origen de la familia Lagunes (y de la rama Muñiz que desciende de Ana Lagunes), que tanto poder e influencia habría de tener en la región y en el estado de Veracruz durante los siguientes siglos.  
Por muchos años El Coyol estuvo habitado por las familias Lagunes y Muñiz y siempre se consideró una localidad importante, a pesar de tener una población limitada, porque sus habitantes fueron prominentes ganaderos. Los Lagunes y los Muñiz del Coyol lograron resistir los embates de la Revolución Mexicana y de las primeras décadas del reparto agrario. A pesar de sus grandes extensiones de tierra, éstas fueron afectadas solo de manera periférica para la creación de ejidos. Las tierras se mantuvieron en manos de la familia de hacendados originales, al grado que se decía que El Coyol era el lugar 'a donde no llegó la Revolución'.  
Una de las construcciones más antiguas del pueblo es la Iglesia dedicada a San Antonio de Padua. No se sabe con exactitud en que año fue construida, pero se estima que fue concluida en la década de 1850 y en su interior esta la tumba de Ana Lagunes de Muñiz, la hija de los fundadores, quien falleció en 1876. También cuenta con un crucifijo en madera de alrededor de 150 años y algunas imágenes sacras de gran valor artístico e histórico.
La escuela de la localidad lleva el nombre de la fundadora del pueblo y matriarca de la familia Lagunes: María Rita Sosa de Lagunes. El cementerio de la Hacienda fue creado alrededor de 1904 en un terreno propiedad de Miguel Lagunes Sosa, uno de los hijos y herederos de los fundadores, quien expresamente se reservó el derecho para utilizarlo como cementerio familiar.  

### San Felipe
El poblado de San Felipe se encuentra en la zona central del Municipio de Comapa y hasta la segunda mitad del siglo XIX formaba parte de la Hacienda de Boca del Monte, por lo que perteneció a Antonio López de Santa Anna y posteriormente a Ignacio Esteva.   
Alrededor de 1860 Ignacio Esteva vendió los terrenos de San Felipe a don Viviano Rodríguez y su esposa doña Pascuala Barradas, quienes eran originarios de la región de Xalapa. Este matrimonio estableció el casco de su nueva propiedad en el actual poblado de San Felipe, donde construyeron una Iglesia y una casa grande, y tuvieron cuatro hijos:  
1. Vicente Rodríguez, quien se casó con Josefa Lagunes Muñiz (una de las herederas de la Hacienda de Piedras Negras, en el Municipio de Tlalixcoyan)
2. Juana Rodríguez
3. Josefa Rodríguez, quien se casó con José Sosa Lagunes.
4. Ponciano Rodríguez, quien se casó con Josefa Mata Sarmiento.

Unos años después, en 1891, le compraron a los nuevos dueños de la Hacienda de Boca del Monte, Rafael Jácome y Antonina Jácome, un extenso predio adicional ubicado entre San Felipe, El Jobo y Sonora, con el cual duplicaron sus tierras. La extensión total de la propiedad superaba las 3,000 hectáreas.    
A la muerte de Viviano Rodríguez y Pascuala Barradas, los terrenos de San Felipe fueron divididos entre sus cuatro hijos. Vicente y Ponciano Rodríguez  fueron muy importantes empresarios ganaderos y en adición a la herencia que recibieron de sus padres, adquirieron a lo largo de los años miles de hectáreas de terreno adicionales en los Municipios de Comapa, Soledad de Doblado, Manlio Fabio Altamirano, Huatusco y Totutla.    
San Felipe estuvo dedicado a la ganadería y en menor grado a la agricultura y tuvo varias décadas de mucha prosperidad, atrayendo migrantes de distintas zonas que llegaban en busca de trabajo.   
La Iglesia del pueblo, dedicada a San Felipe de Jesús, es una de las más antiguas y mejor conservadas del Municipio. Su construcción fue financiada y supervisada por la familia Rodríguez. De hecho, Juana Rodríguez está enterrada en uno de los muros del interior de la Iglesia y Vicente Rodríguez, junto con su esposa, están enterrados detrás del templo.   
Los Rodríguez fueron los grandes benefactores de la localidad, construyendo, además de la iglesia, la escuela, la cárcel, las oficinas municipales de la localidad, así como donando el terreno para el cementerio. Asimismo, le dieron trabajo y tierras para siembra a los campesinos de la zona durante muchas décadas.    
Los extensos terrenos de la familia Rodríguez fueron severamente afectados para la creación de ejidos, entre ellos los de San Felipe, Paso Pimienta, Cerritos y Sonora. Miles de hectáreas les fueron expropiadas, fragmentando completamente la propiedad.   

### Sonora
El poblado de Sonora fue el casco antiguo de otra enorme propiedad ganadera del Municipio de Comapa, que abarcaba la mayor parte de las zonas bajas al este del Municipio, en particular los actuales poblados de Vista Hermosa, El Limón, Cerritos, Sonora, Nacaxtle, Casa Blanca, La Luz y San Cristóbal.   
Durante la segunda mitad del siglo XIX estos terrenos (denominados "El Limón, Sonora y el Varejonal") fueron adquiridos por don Isidro Jácome - hermano de Rafael Jácome, el dueño de la Hacienda de Boca del Monte - y su esposa doña María del Carmen Rosado. La extensión total era de más de 5,000 hectáreas.  
El casco de la propiedad fue el pueblo de Sonora, donde se establecieron los dueños y construyeron una Iglesia dedicada a San Isidro Labrador (santo patrono elegido en honor al patriarca de la familia), misma que ha sido reformada pero conserva algunos de sus elementos originales. También donaron el predio donde se creó el cementerio de la localidad.  
Isidro Jácome y Carmen Rosado tuvieron seis hijos y dividieron sus tierras entre ellos de la siguiente manera:
1. Manuel Jácome, quien se quedó con los terrenos de Vista Hermosa, de 880 hectáreas de extensión. Su esposa fue una mujer de apellido Ochoa.
2. Eusebio Jácome, quien se quedó con los terrenos de El Limón, con una extensión de 962 hectáreas. Se casó con Marcelina Jácome Casia.
3. Isabel Jácome, quien se quedó con los terrenos de Cerritos, de 842 hectáreas de extensión. Se casó con Soledad Santana López.
4. Francisco Jácome, quien se quedó con los terrenos de Sonora, con una superficie aproximada de 516 hectáreas que incluían el casco antiguo.
5. Damaso Jácome, quien se quedó con los terrenos de El Varejonal o Casa Blanca, con una extensión de 786 hectáreas.  Fue esposo de Inés Méndez Reyes.
6. Josefa Jácome, la única mujer, quien heredó los terrenos de San Cristóbal, con una superficie de 1,200 hectáreas. Fue esposa de Teodoro Barradas y matriarca de la dinastía Barradas de San Cristóbal.

Con el reparto agrario del siglo XX, las tierras de la familia Jácome Rosado fueron afectadas severamente para la creación de diversos ejidos del Municipio de Comapa, entre ellos los ejidos de Vista Hermosa, El Limón, Cerritos, Sonora y San Cristóbal, que en conjunto implicaron una expropiación de miles de hectáreas.